# NGC 5832
NGC 5832 ist eine Balken-Spiralgalaxie vom Hubble-Typ SB(rs)b? im Sternbild Kleiner Bär am Nordsternhimmel, die etwa 27 Millionen Lichtjahre von der Milchstraße entfernt ist.
Das Objekt wurde am 16. März 1785 von dem deutsch-britischen Astronomen Wilhelm Herschel entdeckt.